# Marathon Rotterdam 1993
De Marathon Rotterdam 1993 werd gelopen op zondag 18 april 1993. Het was de dertiende editie van deze marathon. De hoofdsponsor van het evenement was Nike.
Evenals in het voorgaande jaar ging de overwinning bij de mannen naar een Mexicaan, Dionicio Cerón ditmaal. Hij kwam als eerste over de streep in 2:11.06. De Nederlandse Anne van Schuppen won bij de vrouwen in 2:34.15. Ze had slechts dertien seconden voorsprong op de debutante Wilma van Onna, die de wedstrijd finishte in 2:34.28.
Deze editie deed tevens dienst als Nederlands kampioenschap op de marathon. De nationale titels gingen naar Bert van Vlaanderen, die bij de mannen als zesde finishte in 2:13.17 en Anne van Schuppen. De Belgische titels gingen naar Vincent Rousseau (vijfde in 2:13.09) en Siska Maton (derde in 2:39.24).
De wedstrijd, die werd gelopen onder natte, koude en winderige omstandigheden, werd rechtstreeks op televisie uitgezonden.
In totaal finishten 8459 hardlopers de marathon.

## Uitslagen

### Mannen
| rang   | naam                | land | tijd    | opmerkingen |
| ------ | ------------------- | ---- | ------- | ----------- |
| Goud   | Dionicio Cerón      | MEX  | 2:11.06 |             |
| Zilver | Simon Robert Naali  | TAN  | 2:11.44 |             |
| Brons  | Harri Hanninen      | FIN  | 2:11.58 |             |
| 4      | Willie Mtolo        | RSA  | 2:12.33 |             |
| 5      | Vincent Rousseau    | BEL  | 2:13.09 | 1e BK       |
| 6      | Bert van Vlaanderen | NED  | 2:13.17 | 1e NK       |
| 7      | John Vermeule       | NED  | 2:13.22 | 2e NK       |
| 8      | Toshiyuki Hayata    | JPN  | 2:15.16 |             |
| 9      | Jan Tau             | RSA  | 2:16.13 |             |
| 10     | Tekeye Gebrselassie | ETH  | 2:17.14 |             |
| 11     | Pekka Roto          | FIN  | 2:17.27 |             |
| 12     | Chris Verbeeck      | BEL  | 2:17.27 |             |
| 13     | Peter Daenens       | BEL  | 2:17.39 |             |
| 14     | Cor Saelmans        | BEL  | 2:17.40 |             |
| 15     | Jan van Rijthoven   | NED  | 2:17.46 | 3e NK       |
| 16     | Diego García        | ESP  | 2:18.21 |             |
| 17     | Jabulani Mnguni     | RSA  | 2:18.22 |             |
| 18     | Marti ten Kate      | NED  | 2:19.31 | 4e NK       |

### Vrouwen
| rang   | naam                       | land | tijd    | opmerkingen |
| ------ | -------------------------- | ---- | ------- | ----------- |
| Goud   | Anne van Schuppen          | NED  | 2:34.15 | 1e NK       |
| Zilver | Wilma van Onna             | NED  | 2:34.28 | 2e NK       |
| Brons  | Siska Maton                | BEL  | 2:39.24 | 1e BK       |
| 4      | Brenda Walker              | GBR  | 2:39.36 |             |
| 5      | Marie-Christine Deurbroeck | BEL  | 2:40.42 | 2e BK       |
| 6      | Alzira Lario               | ESP  | 2:42.51 |             |
| 7      | Maria-Esther Pedrosa       | ESP  | 2:44.22 |             |
| 8      | Petra van Limpt            | NED  | 2:47.06 | 3e NK       |
| 9      | Corinne Delamare           | FRA  | 2:48.44 |             |
| 10     | Barbara Kamp               | NED  | 2:48.58 | 4e NK       |
| 11     | Anita Herkman              | FIN  | 2:49.31 |             |
| 12     | Liesbeth van Ast           | NED  | 2:50.56 | 5e NK       |
| 13     | Gerti Wettstein            | SUI  | 2:50.57 | 4e NK       |

1981 ·
1982 ·
1983 ·
1984 ·
1985 ·
1986 ·
1987 ·
1988 ·
1989 ·
1990 ·
1991 ·
1992 ·
1993 ·
1994 ·
1995 ·
1996 ·
1997 ·
1998 ·
1999 ·
2000 ·
2001 ·
2002 ·
2003 ·
2004 ·
2005 ·
2006 ·
2007 ·
2008 ·
2009 ·
2010 ·
2011 ·
2012 ·
2013 ·
2014 ·
2015 ·
2016 ·
2017 ·
2018 ·
2019 ·
2020 ·
2021 ·
2022 ·
2023 ·
2024